# Karpato-Roethenië
Karpato-Roethenië is een historische landstreek in Oost-Europa, waarvan het grondgebied nagenoeg samenvalt met de huidige oblast Transkarpatië (Zakarpattja) in Oekraïne. Andere namen voor het gebied zijn Transkarpatië, Subkarpatië en Karpato-Oekraïne.
De Hongaarse naam van het gebied luidt Kárpátalja, de Tsjechisch/Slowaakse Podkarpatská Rus. Deze beide namen duiden evenals de naam Subkarpatië op de ligging van het gebied aan de voet van de Karpaten. Het element Rus verwijst evenals de naam Roethenië naar de Roethenen, de meest specifieke bevolkingsgroep in het gebied. De naam Transkarpatië wijst op een (Oekraïens-Russisch) perspectief vanaf de andere zijde van de Karpaten.

## Algemeen
In de loop van de 20e eeuw is Roethenië buitengewoon vaak van 'eigenaar' veranderd. Vanaf de 11de eeuw tot de Eerste Wereldoorlog was het Hongaars, en dat verklaart waarom de adel, grootgrondbezitters, Hongaars waren. Vervolgens behoorde het achtereenvolgens tot Tsjecho-Slowakije, wederom Hongarije, de Sovjet-Unie en Oekraïne.
Hoewel er al de tijd Roethenen in het gebied woonden, is de benaming Roethenië voor deze regio pas in gebruik gekomen toen het van Hongarije was losgemaakt. Roethenen woonden immers ook in andere gebieden (Slowakije, Galicië, de Boekovina). Sinds de inlijving van het gebied bij de Sovjet-Unie is de benaming ook weer in onbruik geraakt, omdat de Sovjet-autoriteiten en hun Oekraïense opvolgers het bestaan van een afzonderlijke Roetheense identiteit niet erkenden: zij beschouwen Roethenië en de Roethenen als een integraal onderdeel van de Oekraïense identiteit, een visie die de inwoners van het gebied in meerderheid inmiddels delen.

## Geschiedenis tot de Eerste Wereldoorlog
De voorouders van de Roethenen, die in het gebied het langste aanwezig zijn, bereikten Roethenië vanaf de 6de eeuw. Het gebied behoorde nooit tot het Slavische rijk Kiëv-Roes, vanaf de 11de eeuw behoorde het tot Hongarije. In de lager gelegen gedeelten van het gebied woonden al lang Hongaren. In latere eeuwen vestigden zich ook Duitsers, joden, Slowaken en Roemenen in het gebied. Na de invasie van de Ottomaanse legers in 1526 viel Hongarije uiteen en toen nam Oostenrijk het noorden onder zijn beheer, dat wil zeggen het huidige Slowakije en Karpato-Roethenië. De dominante adel was Hongaars van oorsprong of Hongaars geworden voor zover zij een Slowaakse afstamming had. De kleine steden hadden vanouds een gemengde bevolking: Duits, Joods, Armeens, Hongaars, Slowaaks, Pools, Oekraïens. Na de mislukte revolte van de Hongaarse adel tegen het gezag van Wenen in 1849 zou het Hongaarse nationalisme bepalend worden voor de burgerij, zoals het dat al eeuwen was voor de adel. Na 1867, toen Hongarije gelijkberechtigd werd binnen Oostenrijk-Hongarije, werd de invloed van het nationale bestuurscentrum Boedapest steeds groter, wat zich uitte in een intensieve magyarisering van het onderwijs en de media. Dat deed zich gelden in de steden maar het gebied bleef ondertussen arm en marginaal en vele inwoners emigreerden, vooral naar de Verenigde Staten.
De Roethenen zelf bleven een geïsoleerde en ongeletterde plattelandsbevolking en hun kleine geletterde 'elite' ontwikkelde pas laat in de 19de eeuw een nationaal bewustzijn in vier richtingen: een stroming die aansluiting zocht bij Rusland, een die zich op Oekraïne oriënteerde en een die de nadruk legde op het eigen karakter van de Roethenen. De meest pragmatische Roethenen ten slotte kozen ervoor te assimileren in het staatsvolk van de dominerende Hongaren.

## 1918-1920
Roethenen vormden vanaf eind 1918 Nationale Raden, die ook weer verschillende alternatieven voorstonden: aansluiting bij Tsjecho-Slowakije (toen nog zo gespeld, de optie van de raad te Prešov), aansluiting bij Oekraïne (de voorkeur van de raad te Choest), autonomie binnen Hongarije (zoals men te Oezjhorod voorstond) en onafhankelijkheid (rond het oostelijke Jasinja bestond kortstondig een zelfstandige republiek). Het aangrenzende deel van Oekraïne (Galicië) was evenwel in Poolse handen gekomen, Hongarije werd een communistische radenrepubliek onder centraal gezag en wilde van geen Roetheense autonomie weten. Roemenië veroverde in juni 1919 de Jasinja-republiek. De legers van het op 28 oktober 1918 uitgeroepen Tsjecho-Slowakije trokken met geallieerde toestemming begin 1919 Roethenië binnen. De overwinnaars van de Eerste Wereldoorlog stonden achter deze oplossing omdat Tsjechoslowakije als een goed georganiseerde staat werd beschouwd en men achtte een directe grens tussen Tsjecho-Slowakije en Roemenië van strategisch belang. Wel werd er op 10 september te St. Germain-en-Laye een Minderhedenverdrag getekend dat behelsde dat Roethenië binnen Tsjecho-Slowakije een zekere autonomie moest krijgen. 
De nieuwe grenzen werden bezegeld in het Verdrag van Trianon van 4 juni 1920: Hongarije moest Roethenië, samen met Slowakije, afstaan aan Tsjecho-Slowakije. Het gebied had bestuurlijk tot vier Hongaarse comitaten behoord: Ung, Ugocsa, Bereg en Máramaros. Geen van deze vier gebieden kwamen geheel in Roethenië te liggen: Ung werd weliswaar vrijwel geheel Tsjecho-Slowaaks, maar werd voor de helft bij het landsdeel Slowakije gevoegd, Ugocsa en Máramaros werden deels Roemeens, deels Tsjechoslowaaks, en Bereg bleef voor een klein deel Hongaars. De nieuwe Tsjechoslowaakse-Hongaarse grens volgde hiermee echter niet de grens tussen Hongaren en Slowaken-Roethenen, maar kwam in het Hongaarse taalgebied te liggen. Daar lagen de centra van de verkeers-infrastructuur en het bestuur. Dat betekende overigens wel dat binnen de nieuwe grenzen van Tsjechoslowakije een grote Hongaarse minderheid kwam te wonen die 637.000 Hongaren in Slowakije en 104.000 in Karpatho-Roethenië omvatte. 
Van de 604.000 inwoners van de nieuwe provincie Karpato-Oekraïne was ruim 60% etnisch Roetheen, en een vijfde deel Hongaar, waarbij men het geassimileerde deel van de 93.000 Joden mag rekenen.

## Subkarpatisch Roethenië

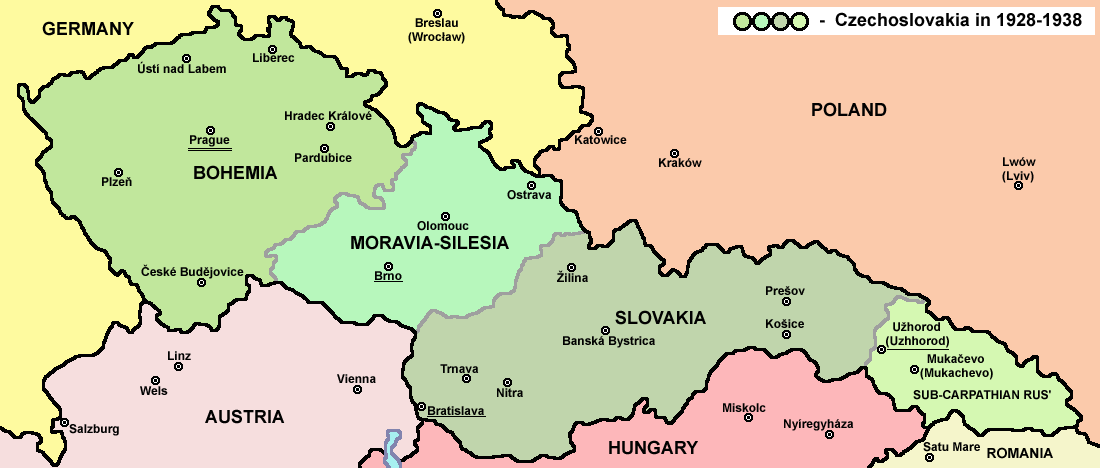

De republiek Tsjechoslowakije (zo gespeld vanaf 1920) had de grens tussen Subkarpatisch Roethenië (Podkarpatská Rus) en Slowakije op een vanuit Roetheens oogpunt ongunstige plaats getrokken: veel Roethenen waren in het Slowaakse landsdeel terechtgekomen. Praag kon echter geen (territoriale) concessies aan de Roethenen doen, omdat die de relaties met de Slowaken onder druk zouden zetten. Tsjecho-Slowakije werd een centraal bestuurde staat, waar niet alleen de Roethenen maar ook de Slowaken en de Sudeten-Duitsers over klaagden. De provinciale autonomie van Roethenië werd in 1927 alweer opgeheven en dat werd door veel Roethenen als kolonisatie ondervonden.
Wel werd er vanuit Praag veel moeite gedaan het achtergebleven gebied economisch te ontwikkelen en het onderwijspeil van de bevolking te verbeteren. Omdat er ter plaatse Hongaren uit de ambtelijke dienst verwijderd waren en te weinig Roethenen met voldoende opleiding gevonden konden worden voor de nieuwe ambtelijke staven, werden Tsjechen hierheen gedetacheerd. Dat ondervonden veel Roethenen als kolonisatie. Waardering hadden zij wel voor de landhervormingswet van 1919 die de domeinen van de Hongaarse grootgrondbezitters ontmantelde en verkavelde onder kleine boeren. De economische wereldcrisis van de jaren'30 leidde in Subkarpatisch Roethenië echter tot werkloosheid en armoede en nieuwe onvrede.

## Karpato-Oekraïne

In 1938 werd op grond van het Verdrag van München het Sudetenland door Hitler-Duitsland ingelijfd. Slowakije en Roethenië namen beide de kans waar om hun autonomie alsnog te bewerkstelligen. Nog in diezelfde maand kreeg Roethenië een autonome regering die onder leiding kwam te staan van Avgoestyn Volosjyn. De nieuwe naam van het gebied werd Karpato-Oekraïne, met een duidelijke verwijzing naar de Oekraïense culturele oriëntatie van de plaatselijke regering, die wat dat betreft het pleit had gewonnen boven de andere Roetheense oriëntaties. Het Oekraïens werd nu de officiële taal van Karpato-Oekraïne.
Behalve Duitsland had echter ook Hongarije nog steeds territoriale aanspraken op Tsjecho-Slowaaks gebied. Deze waren in München blijven liggen, maar werden op 2 november 1938 alsnog voor een belangrijk deel ingewilligd: Duitsland en Italië wezen de zuidelijke door Hongaren bewoonde  grensstrook bij de Eerste Scheidsrechterlijke Uitspraak van Wenen toe aan Hongarije. Daartoe behoorde ook twintig procent van het grondgebied van Roethenië, het dichtstbevolkte en vruchtbaarste zuidwestelijke gedeelte, inclusief de hoofdstad Oezjhorod. De regering van Karpato-Oekraïne week uit naar Choest. Toen het restant van Tsjecho-Slowakije in maart 1939 onder druk van nazi-Duitsland uiteenviel, riep Volosjyn op 15 maart de onafhankelijkheid van de Republiek Karpato-Oekraïne uit. Een dag later kwam er, na de inval van Hongaarse troepen, echter alweer een einde aan deze onafhankelijkheid, en nog een dag later werd Choest door de Hongaren ingenomen en bereikten de Hongaren de Poolse grens. De republiek Karpato-Oekraïne wordt vaak beschouwd als de kortstondigste onafhankelijke staat aller tijden (24 uur). Duitsland had al eerder bepaald dat Roethenië bij de liquidatie van Tsjecho-Slowakije naar zijn bondgenoot Hongarije zou gaan. 

## De Tweede Wereldoorlog en daarna
In maart 1944 werd Hongarije, dat weliswaar ook daarvoor al tot de asmogendheden behoorde, door Duitsland bezet. Voor Roethenië betekende dat het begin van de vernietiging van de 80.000 mensen tellende joodse gemeenschap (die in een stad als Moekatsjeve zelfs de meerderheid van de bevolking uitmaakte). Onder Eichmann werden vrijwel alle joden uit het gebied naar de concentratiekampen gedeporteerd en vermoord.
In oktober 1944 verscheen het Rode Leger in het gebied: op 29 oktober hadden ze het geheel in handen. Vanaf 13 november werden 30.000 à 40.000 Hongaarse inwoners van het gebied naar strafkampen afgevoerd, waaruit de meerderheid niet terugkeerde. De bevolkingssamenstelling van het gebied was daarmee in enkele jaren grondig gewijzigd.
De Sovjet-Unie had groot strategisch belang bij het gebied, waarlangs satellietstaten als Hongarije en Tsjecho-Slowakije gemakkelijk bereikbaar werden. Het werd dan ook geannexeerd: op 29 juni 1945 ondertekenden de USSR en Tsjecho-Slowakije hierover een akkoord en op 22 januari 1946 werd het ingedeeld bij de Oekraïense SSR.
Toen deze unierepubliek zich in 1991 van de USSR losmaakte, veranderde de staatkundige stand van zaken voor het laatst: de oblast Transkarpatië (Zakarpattija) werd onderdeel van de onafhankelijke republiek Oekraïne.